# Klaas Peter Reinders
Klaas Peter Reinders (* 6. September 1847 in Emden; † 22. Mai 1879 in Breslau) war ein deutscher sozialdemokratischer Politiker.
Reinders absolvierte nach der Volksschule eine Tischlerlehre und war nach der Gesellenwanderung in diesem Beruf tätig. Später wurde er Fotograf in Breslau.
Bereits 1867 war er Mitglied des ADAV, später war er Mitglied der SAPD. In Breslau war er einer der Mitbegründer der Genossenschaftsdruckerei. Zwischen 1875 und 1876 gehörte er dem zentralen Parteiausschuss der SAPD an. Er war Delegierter verschiedener Parteitage. Er war von 1878 bis zu seinem Tod Mitglied des Reichstages. Er vertrat den Wahlbezirk Breslau 6 (östlicher Teil der Stadt Breslau).